# Blindhof (Gemeinde Behamberg)
Blindhof ist ein kleiner Ort in der Gemeinde Behamberg im Bezirk Amstetten in Niederösterreich.

## Geografie
Der Ort befindet sich nordwestlich von Behamberg und östlich von Steyr bei der Voralpen Straße (B122), von der sich der Ort nach Süden bis zur Ramingtalstraße (L559) erstreckt. Für die aufstrebende Ortslage wurde im Jahre 2019 ein Teilbebauungsplan erlassen.

## Geschichte
Im Jahr 1822 wurde der Ort als Rotte mit acht Häusern genannt, die nach Behamberg eingepfarrt war, wohin auch die Kinder eingeschult wurden. Die Herrschaft Dorf an der Enns besaß die Ortsobrigkeit, die Herrschaft Steyer übte die Landgerichtsbarkeit aus und besorgte die Konskription. Die Untertanen und Grundholde des Ortes gehörten den Herrschaften Garsten und Gleink. Laut Adressbuch von Österreich war im Jahr 1938 der Ort ein Teil der Katastralgemeinde Hinterberg, die jetzt zu Steyr gehört.